# أمفروسيييفكا
أمفروسيييفكا (Амвросіївка) هي مدينة في محافظة دونيتسك في أوكرانيا.